# Fracțiunea Liberă și Independentă
Fracțiunea Liberă și Independentă a fost un partid politic naționalist din Principatele Unite, activ până la începutul Regatului României. Partidul a fost fondat de Simion Bărnuțiu și l-a avut președinte în aproape toată existența sa pe Nicolae Ionescu. Acesta a crescut foarte mult la începutul domniei lui Carol I, fiind un critic vehement al principelui străin și dorind un sistem politic republican. Nativismul acestuia s-a împletit cu o xenofobie violentă, concentrându-se pe antisemitism și antigermanism. 
Partidul a încetat să mai existe în 1884, membrii acestuia migrând la PNL sau la PC. 